# Géza Balázs
Géza Balázs (ur. 31 października 1959 w Budapeszcie) – węgierski etnograf i językoznawca związany z Uniwersytetem Loránda Eötvösa w Budapeszcie. Zajmuje się antropolingwistyką, pragmatyką, strategią językową, semiotyką, folklorem oraz problematyką współczesnego języka węgierskiego.

## Życiorys
W latach 1986–1992 był sekretarzem Węgierskiego Towarzystwa Etnograficznego. Od 1993 r. pełni funkcję sekretarza generalnego Węgierskietgo Towarzystwa Semiotycznego. Był członkiem Komitetu Języka Węgierskiego Węgierskiej Akademii Nauk (1992–2006), w latach 2006–2011 pełnił funkcję współprzewodniczącego. Od 1992 r. należy do komitetu językowego Radia Węgierskiego (2002–2011 przewodniczący), a od 2011 jest członkiem Komitetu Językoznawstwa Węgierskiej Akademii Nauk. Od 2012 r. jest biegłym sądowym w zakresie lingwistyki, zarejestrowanym przez Ministerstwo Administracji Publicznej i Sprawiedliwości Węgier.
Kandydat Węgierskiej Akademii Nauk (1991, etnografia i antropologia kulturowa). W 2001 r. uzyskał habilitację z językoznawstwa.

## Wybrana twórczość
- Magyar nyelvkultúra az ezredfordulón (1998)
- Magyar nyelvstratégia (2001)
- Pálinka, a hungarikum (2004)
- Szövegantropológia (2006)
- Körbejárt Föld (2017)